# Jochen Gros
Jochen Gros (* 1944 in Neuhof/Taunusstein) ist ein deutscher Designtheoretiker und Produktdesigner. Er prägte Mitte der 1970er Jahre den Begriff des erweiterten Funktionalismus und entwickelte maßgeblich eine Theorie der Produktsprache (Offenbacher Ansatz). Seit 1990 gilt sein Interesse der Theorie und Gestaltung einer piktographischen Zeichensprache (Icon-Language).  

## Leben
Gros studierte von 1964 bis 1971 Maschinenbau und Psychologie in Frankfurt am Main. Von 1971 bis 1972 unter anderem bei Siegfried Maser am Institut für Umweltplanung (IUP) Ulm, von 1972 bis 1973 an der Hochschule für Bildende Künste Braunschweig mit Abschluss Diplom-Designer Fachrichtung Produktgestaltung. Von 1972 bis 1973 war Gros mit einem Projekt zur Trendforschung für die Designabteilung der Siemens AG tätig. 1974 wurde er als Professor für Designtheorie an die Hochschule für Gestaltung in Offenbach am Main (HfG-OF) berufen. 
1974 initiiert Gros die studentische Arbeitsgruppe „Des-In“ an der HfG-Offenbach. Ihr Ziel war es durch die Verwertung (Recycling) von Abfallprodukten, neu Produkte zu entwerfen, zu produzieren und zu vertreiben. Die Entwicklung einer eigenständigen „Recycling-Ästhetik“ stand hierbei im Vordergrund.
1976 konzipierte Gros die Ausstellung Produkt und Umwelt für das Internationale Design Zentrum Berlin (IDZ). Es folgten weitere Ausstellungsbeiträge, Vorträge und u. a. ein Fernsehbericht über Memphis Design für die ARD.
1998 bis 2004 leitete Gros mehrere Forschungsprojekte für das Bundesministerium für Bildung und Forschung (BMBF) zum  Design für die Produktion mit computergesteuerten Maschinen Art-Customization, NewArts and Crafts – Nachhaltige Regionalentwicklung. 
Er wurde 2004 als Professor emeritiert.

## Publikationen
- Jochen Gros, Dialektik der Gestaltung, Diskussionspapier 3, hrsg. IUP Ulm, Institut für Umweltplanung an der Universität Stuttgart, 1971
- Jochen Gros, Erweiterter Funktionalismus und Empirische Ästhetik, Diplomarbeit an der Staatlichen Hochschule für Bildende Künste Braunschweig, Abteilung Experimentelle Umweltgestaltung, Selbstverlag, 1973
- Sinnliche Funktionen im Design, in: form 75 und 76, 1976
- Jochen Gros, Grundlagen einer Theorie der Produktsprache, Einführung (Hrsg.) Hochschule für Gestaltung Offenbach, Heft 1, 1983
- Reporting Progress Through Product Language, in: innovation, The Journal of the Industrial Designers Society of America, 1984
- Grundlagen einer Theorie der Produktsprache 1-4, hrsg. Hochschule für Gestaltung Offenbach, Heft 4, Jochen Gros, Symbolfunktionen. 1987
- Designvielfalt durch Roboterhandwerk in: Lucius Burckhardt / Internationales Design Zentrum Berlin (Hrsg.), Design der Zukunft, DuMont Verlag Köln, 1987
- Schrumpftechnik und Stilblüten, in: Volker Fischer (Hrsg.), Design heute, Ausstellungskatalog des Architekturmuseums Frankfurt, Prestel Verlag, München, 1988
- Design im Vorzeichen der Digitale. Grundzüge einer aktuellen Stil-Semantik, 1990
- „Neue Bilderschrift“, in: Katalog zur Ausstellung Digital-Fiktional, im Frankfurter Karmeliterkloster, Verlag Hermann Schmidt, Mainz, 1993
- Stilsemantik, Das Ornament im Vorzeichen neuer Technologien, in: formdiskurs 3, Seite 82–93,  1997
- Design Postindustriale / Postindustrial Design, in: Domus 1,  Seite 50–51, 1998
- NEWCRAFT, Kundenindividuelle Möbelproduktion im Handwerk in: Bruno Zwingmann (Hrsg.) Arbeit und Gesundheit – Jahrbuch 2000, Gabler Verlag Wiesbaden, 1999
- Design als Produktsprache – Der »Offenbacher Ansatz« in Theorie und Praxis, Verlag form, Frankfurt / Main, Steffen, Dagmar  mit Beiträgen von B.E. Bürdek, Jochen Gros und Volker Fischer, 2000
- Von Laser-Logos und tätowierten Möbeln, in dds, Magazin für Möbel und Innenausbau, dva Heft 9, 2002
- Art Customization, Page 109-120 in: The Customer Centric Enterprise, Advances in Mass Customization and Personalization, Mitchell M. Tseng, Frank T. Piller, Springer Verlag Berlin Heidelberg New York, 2003
- Entwicklung einer Icon-Sprache, in: Piktogramme und Icons, Pflicht oder Kür? Rayan Abdullah und Roger Hübner, Verlag Hermann Schmidt Mainz, 2005
- Pictoperanto - Pictograms, Icons, Pictorial Fonts, Norderstedt 2011
- AppMail-Emoticons, Apple iBookstore, 2012
- Stilwandel unter Mitsprache des Design. Rückblick auf die Entwicklung und den Gebrauch der Theorie der Produktsprache, in: Der Offenbacher Ansatz. Zur Theorie der Produktsprache, Thilo Schwer, Kai Vöckler (Hg.), transcript Verlag 2021.
- Gros J. (2021) Visual Writing at the State-of-the-Art?. In: Soares M.M., Rosenzweig E., Marcus A. (eds) Design, User Experience, and Usability: UX Research and Design. HCII 2021. Lecture Notes in Computer Science, vol 12779. Springer, Cham. doi:10.1007/978-3-030-78221-4_26